# Вілсон (селище, Нью-Йорк)
Вілсон (англ. Wilson) — селище (англ. village) в США, в окрузі Ніагара штату Нью-Йорк. Населення — 1247 осіб (2020).

## Географія
Вілсон розташований за координатами 43°18′54″ пн. ш. 78°49′42″ зх. д. / 43.31500° пн. ш. 78.82833° зх. д. (43.314898, -78.828381).  За даними Бюро перепису населення США в 2010 році селище мало площу 2,60 км², з яких 2,11 км² — суходіл та 0,49 км² — водойми.

## Демографія
Згідно з переписом 2010 року, у селищі мешкали 1264 особи в 528 домогосподарствах у складі 338 родин. Густота населення становила 486 осіб/км².  Було 601 помешкання (231/км²).
Расовий склад населення:
| - 97,0 % — білих - 0,9 % — корінних американців - 0,6 % — чорних або афроамериканців - 0,1 % — азіатів |

До двох чи більше рас належало 1,3 %. Частка іспаномовних становила 1,7 % від усіх жителів.
За віковим діапазоном населення розподілялося таким чином: 24,8 % — особи молодші 18 років, 59,1 % — особи у віці 18—64 років, 16,1 % — особи у віці 65 років та старші. Медіана віку мешканця становила 43,4 року. На 100 осіб жіночої статі у селищі припадало 92,7 чоловіків;  на 100 жінок у віці від 18 років та старших — 88,9 чоловіків також старших 18 років.
Середній дохід на одне домашнє господарство  становив 62 426 доларів США (медіана — 52 115), а середній дохід на одну сім'ю — 80 101 долар (медіана — 75 682). Медіана доходів становила 50 357 доларів для чоловіків та 44 732 долари для жінок. За межею бідності перебувало 10,3 % осіб, у тому числі 13,3 % дітей у віці до 18 років та 7,4 % осіб у віці 65 років та старших.
Цивільне працевлаштоване населення становило 489 осіб. Основні галузі зайнятості: освіта, охорона здоров'я та соціальна допомога — 23,9 %, науковці, спеціалісти, менеджери — 12,9 %, виробництво — 12,7 %.